# Guillaume Bruère

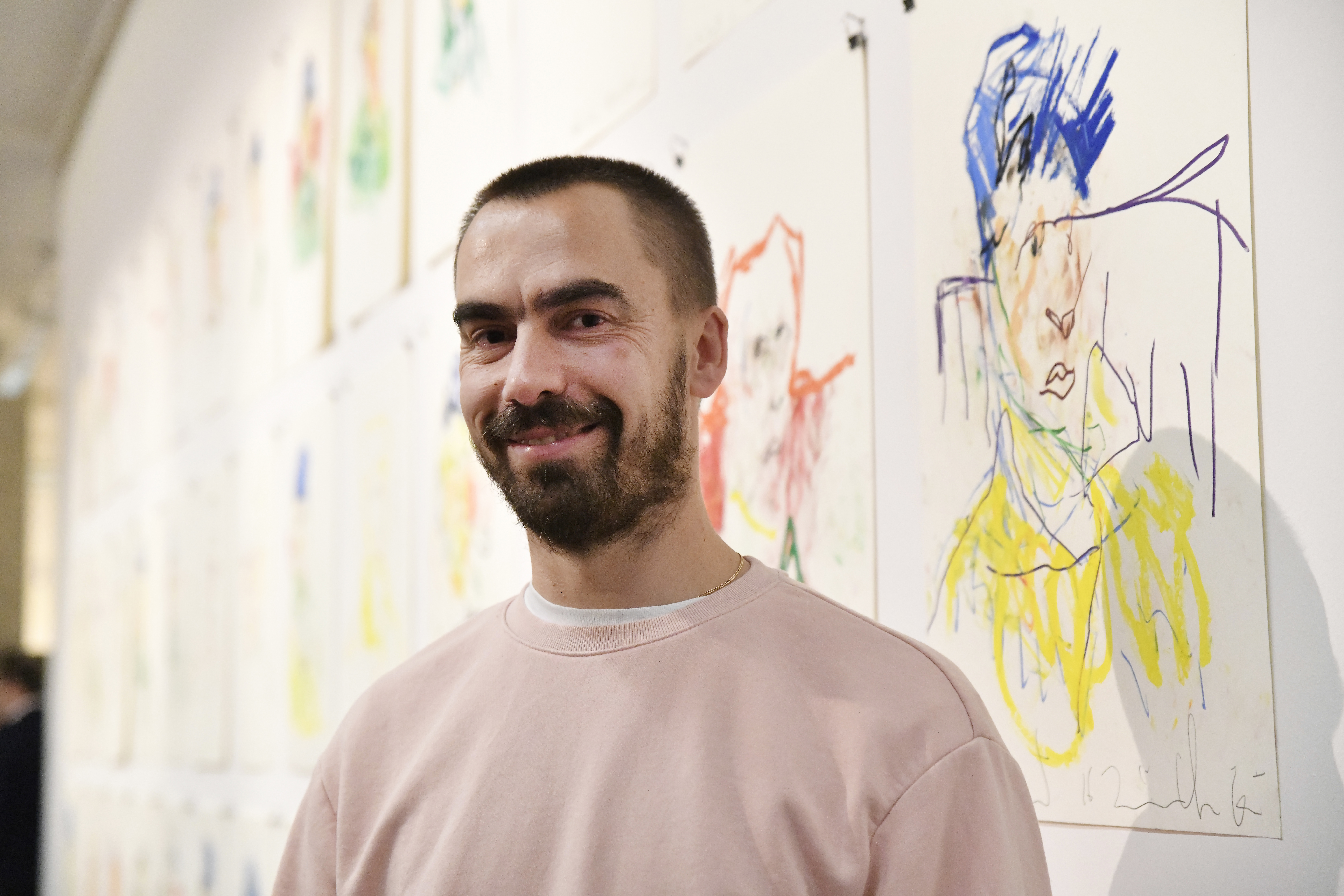
Guillaume Bruère (2019)

Guillaume Bruère (* 1976 in Châtellerault, Poitou-Charentes, Frankreich) ist ein französischer Maler, Zeichner, Bildhauer und Performancekünstler. Er lebt und arbeitet in Berlin.

## Leben
Guillaume Bruère studierte bis 1999 am École des Beaux-Arts de Nantes (DNSEP) und anschließend bis 2003 am École européenne supérieure de l’image in Poitiers. Im selben Jahr zog er nach Berlin, wo er seitdem lebt und arbeitet.
Bruère interpretierte seit 2009 Werke von Meistern der Kunstgeschichte (wie Hans Holbein, Albrecht Dürer, Rembrandt, Goya, Van Gogh, Giacometti, Picasso, Bacon) vor allem zeichnerisch neu und arbeitete dabei unter anderem im Kunsthaus Zürich, Musée Picasso Paris, Fondation Vincent Van Gogh Arles. Die weitere Begegnung mit der Kunst der Vergangenheit (ägyptische, griechische, mexikanische, heraldische Kunst) spiegelt sich wider in vielen seiner Zeichnungen, aber auch in seiner Malerei, seinen Skulpturen und Performances.
Im Jahr 2013 arbeitete er gemeinsam mit der Choreographin Sasha Waltz und ihrer Tanzkompagnie für das Festival von Avignon an Dialoge 20-13 und wirkte an der Gestaltung von Kostüm und Bühnenbild für Après-midi d’un Faune an der Berliner Staatsoper mit. Im folgenden Jahr lernte er die Regisseurin Barbara Frey kennen und begleitete zwischen 2014 und 2015 zeichnerisch drei ihrer Produktionen.
Er war beteiligt an der Eröffnungsausstellung der Fondation Vincent Van Gogh Arles Van Gogh Live! im Jahr 2014.
In den Jahren 2015 und 2016 entstanden Portraits von Bewohnern einer Berliner Flüchtlingsunterkunft, eine Arbeit, die er in Graz fortsetzte. Die Serie wurde seither im Deutschen Historischen Museum und im Schadow-Haus in Berlin, im Verbindungsbüro des Deutschen Bundestags in Brüssel, im Kulturzentrum bei den Minoriten in Graz und zuletzt Anfang 2020 im CENTQUATRE in Paris gezeigt.
Bruères schafft außerdem großformatige Malereien.

## Ausstellungen (Auswahl)

### Einzelausstellungen
- 2021: DEAD & ALIVE. Alte Meister. Kultum, Graz, Österreich.
- 2020: Portraits de cette histoire, le Centquatre, Paris, Frankreich.
- 2019: Guillaume Bruère, Kunsthaus Zürich, Schweiz.
- 2019: Dibujos en el museo, Museo Lázaro Galdiano, Madrid, Spanien.
- 2019: Guillaume Bruère dibuja el Apostolado del Greco, Museo El Greco Toledo, Spanien.
- 2016: Über den Unterschied der Gesichtszüge des Menschen, Schadow-Haus Bundestag, Berlin, Deutschland.
- 2016: Portraits of Refugees, Deutsches Historisches Museum, Berlin, Deutschland.
- 2015: François 1er illimité, Schloss Chambord, Frankreich.
- 2012: GIOM Tausendfüßler, MARTa Herford, Deutschland.

### Gruppenausstellungen
- 2020: In the Picture: Portraying the Artist, Musée Van Gogh, Amsterdam, Niederlande.
- 2020: Picasso, Baigneuses et Baigneurs, Musée des Beaux-Arts, Lyon, Frankreich.
- 2018: Chefs-d’œuvre!, Musée Picasso Paris, Frankreich.
- 2018: Glaube, Liebe, Hoffnung, Kunsthaus Graz, Österreich.
- 2014: Van Gogh Live! Fondation Vincent Van Gogh Arles, Arles, Frankreich.
- 2013: Visionen, Marta Herford, Herford, Deutschland.
- 2006: Peintures / Malerei, Martin-Gropius-Bau, Berlin, Deutschland.

## Werke in Museen und Öffentlichen Sammlungen
- Kultum, Graz
- Salzburg Museum
- Stift Admont
- Kunsthaus Zürich
- Bundeskunstsammlung Deutschland
- Kunstsammlung des Deutschen Bundestages
- Marta Herford Museum, Herford
- Museum Kunstpalast, Düsseldorf
- Kunstmuseum Stuttgart
- Staatliche Kunsthalle Karlsruhe
- Städtisches Museum Zwickau
- Fondation Vincent Van Gogh Arles, Arles, Frankreich
- Schloss Chambord, Chambord, Frankreich
- Musée des Beaux-Arts Eugène Leroy, Tourcoing, Frankreich

## Ehrungen und Auszeichnungen
- 2019 Conrad-Ferdinand-Meyer-Preis, Zürich
- 2019 Künstlerresidenz, Musée Picasso, Antibes
- 2013 Hans-Platschek-Preis für Kunst und Schrift
- 2013 Künstlerresidenz Centquatre, Paris
- 2013 Künstlerresidenz Fondation Vincent Van Gogh, Arles